# 半﨑美子
半﨑 美子（はんざき よしこ、1980年12月13日 - ）は、日本のシンガーソングライター。北海道出身。レコード会社は日本クラウン。業務提携はCREATIVE OFFICE CUE。血液型B型。半崎の「崎」の字は立つ崎の「﨑」が正式表記である。

## 経歴
札幌大学経営学部在学中に音楽に目覚め、1年修了時に中退。2000年に上京。パン屋に住み込み、働きながら曲を書き続ける。
一度も事務所やレーベルに所属することなくデビューからショッピングモールを中心に活動を続けてきたが、17年の下積みを経て2017年4月8日にメジャーデビュー。NHK「みんなのうた」4月・5月の新曲として書き下ろした「お弁当ばこのうた 〜あなたへのお手紙〜」を収録したミニアルバム「うた弁」を発売。
全国のショッピングモールを回り歌い続け、出会った人々の人生に触れ、涙に触れて、生まれた彼女の歌は、その背景が数々のメディアに取り上げられ、「ショッピングモールの歌姫」と称されるようになった。
まだデビュー前の2016年12月、サザンオールスターズの桑田佳祐が自身のラジオ番組「桑田佳祐のやさしい夜遊び」で「日本のアニタ・ベイカー」と絶賛、同時に番組内での「2016年ベスト20歴代スポットライト受賞作品 邦楽編」を受賞したことも話題となった。
デビュー後もツアーや学校公演と並行して、ショッピングモールのライブを続けており、ライブ後のサイン会は6時間に及ぶことも。
歌が自分より長生きすること、自分の歌が教科書に載ることがひとつの夢だったが、2024年、小学5年生の音楽の教科書（教育芸術社）に「地球へ」の掲載が決定した。

### インディーズ時代
2007年
- 自主レーベル（インディーズレーベル）で手作りの「ナンバリングCD」をライブ会場限定で販売する。
- その後、ミニアルバムを3枚発売。

2010年
- 渋谷duo MUSIC EXCHANGE、札幌時計台ホールでワンマンライブを開催。

2011年
- 05月 - 東日本大震災後に感じた思いを綴った自作曲を、ニッポン放送の『笑福亭鶴瓶 日曜日のそれ』に出演した際に、生演奏し、笑福亭鶴瓶は「希望の桜」とこの曲を命名。その後、シングルとして発売された[9]。
- 12月 - めぐろパーシモンホールにて、初のホールライブ「半﨑美子 WinterLive2011-希-」を開催する。

2012年
- 08月 - 初の舞台『不思議の国のアリス〜冒険者たちの歌〜』にて、主演・劇中歌全曲の作曲を行う。
- 09月 - Mt.RAINIER HALL SHIBUYA PLEASURE PLEASUREにて単独公演を開催する。

2013年
- 12月 - 東京スカイツリータウン スカイアリーナにて「J:COM×Universal Music presents TOKYO SKYTREE TOWN® Christmas Countdown Live」に3日間出演した[10]。

2014年
- 02月 - ニューシングル「ただいまの約束」を発売。初日は札幌を皮切りに、全国インストアライブツアーを敢行。ツアーファイナルは5月18日に、東京・赤坂BLITZにて開催。
- SAPPORO CITY JAZZ ミュージックテントや、アリゾナ州セドナで開催された、GAKU-MC presentsアカリトライブ「akali to live」に出演。
- 岡山県真庭市湯原町の湯原温泉「はんざき小町」に就任[11]。

2015年
- 03月 - ニューアルバム「明日へ向かう人」を発売。北海道から沖縄まで、ショッピングモールを中心に「明日へ向かう人」発売記念全国ツアーを行い、東名阪ツアーの単独公演も開催。
- 10月23日 - ツアーファイナルは再び赤坂BLITZにて開催。

2016年
- 02月 - 赤坂BLITZ DVD発売記念 関東イオンモールツアーを行う。
- 05月 - ニューシングル「降り積もる刻」を発売。収録曲の「ふたりの砂時計」が、 読売テレビ・日本テレビ系「カミングアウトバラエティ!!秘密のケンミンSHOW」エンディングテーマ曲に決定。
タワーレコード新宿店にて、ニューシングル「降り積もる刻」の発売を記念した半﨑美子のパネル展が開催される。東京スカイツリーでの発売記念ライブを皮切りに全国ショッピングモールツアーを行う。
- 06月 - 山野楽器全店でニューシングル「降り積もる刻」が推薦盤として視聴機展開がスタート。
- 10月 - 大阪、名古屋公演を成功させ、東京公演はツアーファイナルとして3年連続赤坂BLITZにて開催。0

### メジャーデビュー後
2017年
- 04月 - NHK『みんなのうた』4 - 5月の新曲に自身が書き下ろした「お弁当ばこのうた 〜あなたへのお手紙〜」が放送される。ミニアルバム「うた弁」でメジャーデビュー[12]、と同時に発売記念ツアーを開催[13]。ショッピングモールの歌姫として、TBS「白熱ライブ ビビット」や、フジテレビ「みんなのニュース」「ノンストップ!」、テレビ朝日「グッド!モーニング」、日本テレビ「スッキリ!!」「メレンゲの気持ち」などで取り上げられ、反響を呼ぶ。
朝日新聞「天声人語」に半﨑美子や、作品について掲載される[14]。 日本テレビ「人生が変わる1分間の深イイ話」にて「下積みが長い人は本当に幸せなのかSP」で半﨑美子の密着が放送。放送後、各音楽チャートやYahoo!検索ワードでもトップにランクインし話題を呼ぶ。
島根県の隠岐・知夫里島観光大使に就任[15]。
- 08月 - 母の出身地、北海道利尻富士町の観光大使に任命される[16]。
「NHKニュースおはよう日本」、「目撃!にっぽん」などでショッピングモールでの出会いから生まれた歌「明日へ向かう人」「明日への序奏」などが特集される[7]。
- 09月 - 「サクラ〜卒業できなかった君へ〜」を「うた弁」からのリカットシングルとして発売。
- 11月 - 第50回日本有線大賞の受賞アーティスト10組として新人賞を初受賞する[17]。

2018年
- 03月-MBS「情熱大陸」にて半﨑美子の生き方、歌が生まれるまで、ショッピングモールでの活動や学校へ歌いに行く活動を密着[18]
- 04月 - ラジオレギュラー番組として、”トークと歌でみなさんと繋がっていく”をテーマに「ハンザキラジオ」が自身の地元北海道のHBCラジオにて毎週日曜日10：00-10：30放送開始（4月8日）[19]。
- 9月5日 NHK札幌「北海道クローズアップ」のテーマ曲として書いた「明日を拓こう」を発売。
- 9月22日 札幌ドームで行われた日本ハム VS 楽天にて試合前に国歌独唱を行う。
- 11月4日 国際フォーラムホールAで集大成コンサートを開催。

2019年
- 02月9日 - 音楽を通じて自身の出身地、北海道を応援したいという思いの中で活動していることから札幌市が「さっぽろ応援大使」として任命した[20]。
- 02月20日 - 北海道の民放5局とNHK札幌放送局による共同キャンペーン『One Hokkaido Project』のキャンペーンソングに参加[21]。
- 03月31日 - これまで家族をテーマにした歌が多い事や4枚目のシングル「母へ」[注釈 1][22] がきっかけに「ネスカフェ エクセラ 新こまやか焙煎篇」にて自身初のCM出演[23]。
- 06月19日 - 演歌歌手の天童よしみに歌詞・曲共に提供した「大阪恋時雨」が発売された。この曲は、インディーズ時代のシングルCD「降り積もる刻」の収録曲の一つである。天童はこの曲を「これほど男女の恋愛をストレートに言葉で語っていく歌はなかった 」と評した[24]。天童は同年の『第70回NHK紅白歌合戦』に出演し、この曲を歌唱した。
- NHK 「ごごナマ」にショッピングモールの歌姫として出演。「明日へ向かう人」「明日への序奏」「サクラ〜卒業できなかった君へ〜」を生歌唱。

2020年
- 佐賀県星生学園の校歌を制作。[25]
- 3月11日シングル「布石」を発売。

2021年
- 北嶺中・高等学校青雲寮、寮歌「道なき未知へ」を制作。
- 北海道初の公立夜間中学校「星友館中学校」校歌を制作。
- 「地球へ」配信シングルを発売。

2022年
- 有朋高等学校校歌「朋よ」を制作。
- NHK BS「玉置浩二ショー」に出演。玉置浩二と「母へ」を歌唱。

2023年
- 厚真町復興応援ソング「大地の息吹」を制作。その模様が24時間テレビで放送される。
- 「うた弁 4 you」発売。
- 湧別町イメージソング「春を受け継ぐチューリップ」発表とともに、「湧別町チューリップ応援大使」に任命される

2024年
- 「地球へ」が小学校の音楽の教科書に掲載される[2]。
- 特別授業ツアーとして全国の小学校を巡る活動を展開[2]。

2025年
- 3月、小中高校の合唱部と一緒に歌った「地球へ」を収録したCDを発売した[2]。

## タイアップ一覧
| 曲名                                 | タイアップ                                                                                |
| ------------------------------------ | ----------------------------------------------------------------------------------------- |
| 明日へ向かう人                       | テレビ朝日「若大将のゆうゆう散歩」エンディングテーマ（2015年4～5月）                      |
| ふたりの砂時計                       | 読売テレビ・日本テレビ系 「秘密のケンミンSHOW」エンディングテーマ（2016年4月～）          |
| 鮮やかな前途                         | TBS系「噂の!東京マガジン」エンディングテーマ（2017年4～6月）                              |
| お弁当ばこのうた～あなたへのお手紙～ | NHK みんなのうた 新曲（2017年4～5月）                                                     |
| 感謝の根～winter ver.～              | 日本郵便が展開する商業施設「KITTE」のクリスマスツリーライトアッププログラム（2017年12月） |
| 明日を拓こう                         | NHK札幌放送局「北海道クローズアップ」のテーマ曲（2018年4月～）                            |
| 心の活路                             | NHKラジオ深夜便 深夜便のうた（2018年4月〜5月）                                            |
| 生まれる前から                       | 第一興商 企業CM「私たちはうたと生きている篇」（2019年9月〜）                              |
| 感謝の根                             | イオン北海道「私たちの仕事～フォトブック編～」CMソング（2020年3月～）                     |
| 特別な日常                           | イオン北海道企業 CMソング（2020年9月～）                                                  |
| 地球へ                               | 「LIVE FOR LIFE」オフィシャルソング(2021年11月〜）                                        |
| 花のふるさと                         | ガーデンフェスタ北海道2022 公式テーマソング                                               |
| 春を受け継ぐチューリップ             | 北海道湧別町オリジナルイメージソング                                                      |

## 出演

### CM
- ツルハホールディングス ウォンツTV CMソング（2014年5月〜放送中）
- 第一興商 企業CM「私たちはうたと生きている篇」「生まれる前から」（2018年9月〜放送中）
- ネスカフェ「エクセラ 新こまやか焙煎篇」[23]（本人出演）（2019年3月〜2020年3月）
- イオン北海道TV CMソング「感謝の根」（2020年3月〜9月）
- イオン北海道TV CMソング「特別な日常」（2020年9月〜放送中）

### レギュラーラジオ
- 半﨑美子のハンザキラジオ (HBCラジオ 日曜 AM11:00-11:30 2018年4月～)
- はんざき畑（NACK5 日曜 AM6:00-6:30、2021年4月3日～ ）
- 半﨑美子のラジ弁（東海ラジオ『きくち教児の楽気!DAY』内【土曜10時台】、2017年10月 - 2018年9月 ）

### テレビ
- フジテレビ「みんなのニュース」（2017年3月7日）
- TBS「白熱!ビビット」（2017年3月16日）
- フジテレビ「ノンストップ!」（2017年4月4日）
- 日本テレビ「スッキリ!!」（2017年4月19日）
- テレビ朝日「グッドモーニング」（2017年4月19日）
- NHK総合「今夜も生でさだまさし」（2017年4月29日）
- 日本テレビ「メレンゲの気持ち」（2017年5月20日）
- 日本テレビ 人生が変わる1分間の深イイ話」「下積みが長い人は本当に幸せなのかSP」（2017年6月）
- テレビ朝日「関ジャム 完全燃SHOW」（2017年6月18日）上半期ベストソングに「お弁当ばこのうた〜あなたへのお手紙」が選出
- NHKニュースおはよう日本（2017年7月13日、9月14日）
- NHK総合 「目撃!にっぽん」（2017年11月12日）
- TBS「第50回 日本有線大賞」（2017年12月4日）
- TBS「あさチャン」（2017年12月7日）
- テレビ朝日「古舘伊知郎ショー」（2017年12月23日）
- NHK札幌「北海道クローズアップ」（2018年1月5日）
- テレビ東京「おはスタ」（2018年2月12日）
- 情熱大陸＃993「シンガーソングライター・半﨑美子」（2018年3月11日 毎日放送）
- NHK総合「ごごウタ」（2018年5月11日）
- NHK総合「うたコン」（2018年5月15日）
- NHK総合「ごごウタ」（2018年11月30日）
- BS朝日「ザ・インタビュー 〜トップランナーの肖像〜」（2018年12月29日）
- BS-TBS「サウンド・イン"S"」（2019年5月18日）
- NHK総合「ごごウタ」（2019年6月14日）
- NHK BSプレミアム「新・BS 日本のうた」（2019年6月23日）
- BSテレ東「おんがく交差点」（2019年7月6日）
- テレビ東京「チマタの噺」（2019年8月6日）
- NHK総合「うたコン」（2019年10月1日）天童よしみさん「大阪恋時雨」共演
- NHK総合「ごごナマ」ショッピングモールの歌姫・半﨑美子（2019年10月2日）
- NHKBSプレミアム「玉置浩二ショー」（2022年2月19日）

ゲスト：鈴木雅之、岡野昭仁 (ポルノグラフィティ)、沖仁、武部聡志、半崎美子、青田典子
- NHK総合・ラジオ第1・FM「NHKのど自慢」（2024年4月7日）

## ディスコグラフィー

### デジタルシングル
| 配信日         | 名称                                   | 備考                                               |
| -------------- | -------------------------------------- | -------------------------------------------------- |
| 2009年1月7日   | 夢登り                                 |                                                    |
| 2018年11月4日  | 感謝の根〜winter ver.〜                |                                                    |
| 2020年09月12日 | 特別な日常                             | イオン北海道企業 CM テーマソング                   |
| 2021年3月17日  | サクラ〜卒業できなかった君へ〜2021ver. |                                                    |
| 2021年11月6日  | Dear Earth                             | Yu Hayami・Yoshiko Hanzaki with Love Earth Project |
| 2021年11月6日  | 地球へ                                 |                                                    |

### シングル
| #            | 発売日         | 名称                           | 規格品番                                        | 備考                                                                                        |
| インディーズ | インディーズ   | インディーズ                   | インディーズ                                    | インディーズ                                                                                |
| ------------ | -------------- | ------------------------------ | ----------------------------------------------- | ------------------------------------------------------------------------------------------- |
| 1st          | 2011年06月22日 | 希望の桜                       | MSFA-2906                                       |                                                                                             |
| 2nd          | 2011年12月16日 | piece of the love              | MSFA-2912                                       |                                                                                             |
| SP           | 2013年03月06日 | 希望の桜                       | DDCZ-9027                                       | HMV限定                                                                                     |
| 3rd          | 2014年02月19日 | ただいまの約束                 | DDCZ-1936                                       |                                                                                             |
| 4th          | 2016年05月14日 | 降り積もる刻                   | DDCZ-2081                                       | 5曲入りシングル                                                                             |
| メジャー     |                |                                |                                                 |                                                                                             |
| 1st          | 2017年09月06日 | サクラ〜卒業できなかった君へ〜 | CRCP-10379:通常盤(CD) CRCP-10378:特別盤(CD+DVD) | メジャー1st、カップリング曲；感謝の根、種、 サクラ〜卒業できなかった君へ〜 合唱ver.ほか     |
| 2nd          | 2018年02月21日 | 明日への序奏                   | CRCP-10389:通常盤(CD)                           | 1.明日への序奏 2.僕はぞうきん 3.明日への序奏 合唱ver. ほか                                  |
| 3rd          | 2018年09月05日 | 明日を拓こう                   | CRCP-10415:通常盤(CD) CRCP-10414:特別盤(CD+DVD) | 1.明日を拓こう 2.生まれる前から 3.あの海に帰りたいなら 4.明日を拓こう 合唱ver. ほか         |
| 4th          | 2019年05月08日 | 母へ                           | CRCP-10426:通常盤(CD) CRCP-10425:特別盤(CD+DVD) | 1.母へ 2.心の活路 3.歓びのうた 4.歓びのうた 合唱ver. ほか                                   |
| 5th          | 2020年03月11日 | 布石                           | CRCP-10442                                      | 1.布石 2.朝凪 3.わせねでや 4.サクラ～卒業できなかった君へ～ 合唱 ver.                       |
| 6th          | 2021年04月21日 | ロゼット〜たんぽぽの詩〜       | CRCP-10461                                      | 1.ロゼット〜たんぽぽの詩〜 2.特別な日常 3.草笛の声 4.サクラ〜卒業できなかった君へ〜2021ver. |
| 7th          | 2022年04月06日 | 蜉蝣のうた                     | CRCP-10477                                      | 1.蜉蝣のうた 2.地球へ 3.私に託して 4.地球へ(合唱ver.) 5周年記念シングル                     |

#### 参加作品
| タイトル   | 名義                 | 発売元       | 発売日                                           | 備考 |
| ---------- | -------------------- | ------------ | ------------------------------------------------ | ---- |
| 私たちの道 | One Hokkaido Project | WESS RECORDS | デジタル配信2019年2月20日 CDシングル2019年3月6日 |      |

### アルバム

#### 海外限定アルバム
| #   | 発売日         | 名称             | 規格品番 | 備考         |
| --- | -------------- | ---------------- | -------- | ------------ |
| 1st | 2017年08月03日 | うた弁音樂便當盒 | WMJP0089 | 台湾にて発売 |

### 映像作品
| #    | 発売日         | 名称 | 規格品番                             | 備考 |
| ---- | -------------- | --- | ------------------------------------ | ---- |
| 1st  | 2010年12月12日 | Live Yoshiko Hanzaki 3rd Album Anniversary Live 2010.08.29 DUO Music Exchange                                   | MSFA-2901:DVD2枚組                   |      |
| 2nd  | 2011年04月10日 | Live vol.2 Yoshiko Hanzaki 1st Album Renewal Live 2011.7.10 Shibuya O-WEST                                      | MSFA-2907:DVD MSFA-2908:Blu-ray      |      |
| 3rd  | 2012年04月30日 | Live vol.3 Yoshiko Hanzaki Winter Live 2011 Meguro Persimmon Hall 2011.12.16 めぐろパーシモンホール             | MSFA-3104:DVD MSFA-3104:Blu-ray      |      |
| 4th  | 2012年12月23日 | Live vol.4 Yoshiko Hanzaki ほぼ Summer Live 2012 Treasure Treasure in Mt.RAINIER HALL SHIBUYA PLEASURE PLEASURE | MSFA-3104:DVD2枚組 MSFA-3201:Blu-ray |      |
| 5th  | 2013年07月21日 | Live vol.5 Yoshiko Hanzaki Spring Live 2013～歌いたいのは山々～ in Mt.RAINIER HALL SHIBUYA PLEASURE PLEASURE    | MSFA-3302:DVD2枚組 MSFA-3301:Blu-ray |      |
| 6th  | 2014年08月16日 | AKASAKA BLITZ「ただいまの約束」リリースツアーファイナル Yoshiko Hanzaki Spring Live 2014 ～底抜け！春の大一番   | MSFA-3402:DVD MSFA-3402:Blu-ray      |      |
| 7th  | 2015年12月13日 | AKASAKA BLITZ「明日へ向かう人」リリースツアーファイナル Yoshiko Hanzaki 2015.10.23 〜明日へ向かって厄祓         | DVD MSFA-3404:Blu-ray                |      |
| 8th  | 2016年10月14日 | AKASAKA BLITZ 「降り積もる刻」リリースツアーファイナル 2016 Yoshiko Hanzaki 2016.10.14 ～三度降り積もる刻～     | DVD MSFA-3705:Blu-ray                |      |
| 9th  | 2018年02月21日 | 半﨑美子「うた弁」発売記念ツアーファイナルコンサート2017～特選！感謝の根菜盛り合わせ弁当～                      | CRBP-10061:DVD CRXP-10004:Blu-ray    |      |
| 10th | 2020年03月11日 | 「うた弁2」発売記念コンサートツアー2019「銀河鉄道39 〜きらり途中下車の旅〜」                                    | CRBP-10065:DVD CRXP-10006:Blu-ray    |      |

### 楽曲提供
| 発売日         | 名称                                | 収録曲               | 備考                               |
| -------------- | ----------------------------------- | -------------------- | ---------------------------------- |
| 2010年10月20日 | 國府田マリ子「you're my special」   | 祈り〜いのちのうた〜 | 作詞：國府田マリ子、作曲：半﨑美子 |
| 2019年6月19日  | 天童よしみ「大阪恋時雨 C/W 時の葉」 | 大阪恋時雨 時の葉    | 作詞・作曲：半﨑美子               |
| 2023年9月日    | 水森かおり「歌謡紀行22〜日向岬〜」  | シラサギ             | 作詞・作曲：半﨑美子               |

## ライブツアー歴
| 日程                 | ツアータイトル                                                                    | 会場 | 備考 |
| -------------------- | --------------------------------------------------------------------------------- | --- | --- |
| 2017年4月5日-6月30日 | 半﨑美子ミニアルバム「うた弁」発売記念ツアー                                      | 29ヶ所42公演 | メジャー初のミニアルバム「うた弁」の発売を記念しての全国ツアー。                                                         |
| 2017年7月1日-11月4日 | 「うた弁」発売記念移動おかわり販売ツアー                                          | 13ヶ所13公演（台湾2ヶ所2公演を含む） | 最終日(11月4日)には『「うた弁」発売記念ツアーファイナル コンサート2017～〜特選！感謝の根菜盛り合わせ弁当〜』を開催した。 |
| 2018年4月21日-5月6日 | 半﨑美子コンサートツアー2018春                                                    | 4ヶ所4公演 Zepp Sapporo、なんばHatch、Zepp Nagoya、東京国際フォーラムホールC | 4都市を巡るコンサートツアー。                                                                                            |
| 2018年11月14日       | 「明日を拓こう」発売記念ライブ 「北海道からどんぶらこ～海越え国越え明日越えて～」 | 東京国際フォーラムホールA | シングル「明日を拓こう」発売を記念して開催されたライブ。                                                                 |
| 2019年               | 半﨑美子withロイヤルチェンバーオーケストラ ～心にビタミン、明日を拓こう！～       | 3ヶ所3公演 東京晴海トリトン・第一生命ホール、岡山市民会館、浪切ホール | |
| 2019年5月14日-7月9日 | 明日を拓くコンサート北海道ツアー2019                                              | 7ヶ所7公演 函館市芸術ホール、室蘭市市民会館、新ひだか町総合町民センター、旭川市大雪クリスタルホール、北見芸術文化ホール（音楽ホール）、帯広市民文化ホール（小ホール）、札幌市教育文化会館（大ホール）                                    | |
| 2019年～2020年       | 明日を拓くコンサート全国ツアー2019～2020                                          | 9ヶ所9公演 春日市ふれあい文化センター、羽生市産業文化ホール、淨るりシアター、文化の里 花咲きホール、青森県藤崎町文化センター、北國新聞赤羽ホール、勝山文化センターポンテホール、多可町文化会館ベルディホール、丹波篠山市立田園交響ホール | |

## 受賞歴
2017年
- 第50回日本有線大賞・新人賞

2019年
- 日本クラウンヒット賞
  - 2018年度（第55回）アルバム「うた弁」がロングセラー賞、シングル「明日への序奏」がシングルヒット賞と2部門で受賞[42]。

## 書籍
NHK出版オリジナル楽譜シリーズ NHKみんなのうた「お弁当ばこのうた～あなたへのお手紙～」
株式会社 NHK出版 2017年6月9日
合唱ミニアルバム楽譜「半﨑美子 サクラ～卒業できなかった君へ～/お弁当ばこのうた～あなたへのお手紙～/明日へ向かう人」
ヤマハミュージックメディア 2017年6月18日
ボー0⃣カル&ピアノ楽譜「半﨑美子 ボーカル・セレクション」
ヤマハミュージックメディア 2017年7月29日
合唱ミニアルバム楽譜「半﨑美子 サクラ～卒業できなかった君へ～(混声三部)/種(同声二部)/種(混声三部)」
ヤマハミュージックメディア 2017年9月15日

### MV
- 私たちの道 - One Hokkaido Project（参加作品、 WESS RECORDS）[47]